# Versu de Carbuccia
Le versu de Carbuccia est un chant composite du Cantu in Paghjella, en Corse-du-Sud.  C’est un chant religieux chanté a cappella par des hommes, notamment lors de la Semaine Sainte.
Le versu de Carbuccia est inscrit à l’Inventaire du patrimoine culturel immatériel en France depuis 2008, et depuis 2009 sur la liste de sauvegarde urgente du patrimoine culturel immatériel de l’humanité au titre du Cantu in Paghjella.

## Historique
Ce type de chant est assez vivant à Carbuccia, malgré sa décadence après-guerre. Il fut repris en 1995 par la Confrérie du XVIe siècle. La pratique générale du Cantu in paghjella reste très fragile en Corse, d’où sont inscription par l’UNESCO sur la liste du patrimoine culturel immatériel nécessitant une sauvegarde urgente.

## Description
Le versu de Carbuccia est un chant religieux en grec ou en latin. Il fait partie du Cantu in paghjella, mode de chant religieux corse, regroupant des hommes chantant a cappella et en entrées successives. Le Cantu in paghjella se compose généralement de trois voix.
Les versi  de Carbuccia sont chantés dans des lieux religieux dans le cadre de la Semaine Sainte ainsi que de l’office des morts et des vivants.
Comme beaucoup de chants sacrés, ces chants sont soumis à des codes comportementaux et vocaux stricts.